# Раймон (певец)
Рамо́н Пелехе́ру Са́нчис (Ramon Pelegero i Sanchis), более известный под своим сценическим псевдонимом Раймон (Хатива, Валенсия, 2 декабря 1940) — испанский автор и исполнитель песен на каталанском языке, один из наиболее выдающихся представителей исторического движения Новая песня — (Nova Cançó) и один из самых известных артистов-ветеранов, поющих на валенсийском диалекте каталанского языка, во второй половине XX века ставший символом молодёжного движения и демократического протеста против существовавшего в те времена в Испании франкистского режима.
Однако было бы ошибкой считать Раймона всецело и единственно певцом протеста и символом борьбы за демократические перемены: его репертуар обширен и разнообразен, его песням присущи глубокая философия и тонкий лиризм, их отличает выразительное музыкальное оформление, его тексты восхищают своей точностью и поэтичностью.
Не менее значительна его роль в возрождении языкового многообразия народов Испании, недаром в 2014 году его творчество было отмечено высокой литературной наградой — Почётной премией каталонской словесности, вручаемой авторам наиболее значимых научных трудов и литературных произведений, написанных на каталонском языке. Раймон является единственным автором и исполнителем песен, получившим литературную награду такого масштаба и значения.

## Биография
Раймон родился 2 декабря 1940 года в Хативе (Валенсия, Испания), на улице Бланк (Белая улица — Carrer Blanc на каталанском) — он упоминает её в своих песнях. Начальное образование получил в колледже отцов-кларетинцев, находившемся поблизости от его дома — именно там один из преподавателей посоветовал его отцу дать сыну, учитывая его отличные способности, возможность продолжить учёбу — вместо того, чтобы с раннего возраста отправить его зарабатывать, как это чаще всего случалось в те времена. Затем, там же в Хативе, он поступил в бакалавриат Института среднего образования и сумел закончить его.
Учебные занятия он чередовал с работой на городской радиостанции, там он углубился в мир звукозаписи и познакомился с творчеством столь разнообразных исполнителей, как Juliette Gréco, The Platters и Juanito Valderrama, а также с произведениями классиков — таких как Вивальди, Бах, Моцарт, Бетховен, Стравинский и др.
В юные годы он был участником местной музыкальной группы «La Nova», в которой играл на флейте — его личное увлечение, которым он продолжает заниматься «для себя».
В возрасте 21 года он переехал в Валенсию, чтобы изучать историю на прежнем факультете философии и литературы на улице де-ла-Наве: эта возможность была предоставлена ему за высокие оценки — обязательное требование в те времена.
Именно тогда он впервые открыл для себя творчество Ausiàs March, Salvador Espriu, Josep Pla, Joan Fuster и других авторов, писавших по-каталонски. Потому что до этого, по признанию самого артиста, «…мы совершенно не знали о существовании литературы на нашем родном языке. Не издавалось ни книг на каталонском, ни песен, ни художественных произведений, принадлежащих нашей собственной культуре. Что за времена!»
Однако ещё до этих событий (в 1959-м) им уже была написана Al Vent («К ветру») — его первая песня, явившаяся на свет во время поездки пассажиром на скутере из Валенсии в родной город автора Хативу, и ставшая едва ли не самым знаменитым произведением автора.

### 1960
В 1962 году Раймон впервые выступил перед публикой — на церемонии вручения литературных премий. Вскоре после этого, по окончании собрания в Кастельоне, на котором присутствовали участники группы Els Setze Jutges, он спел для них. Josep Maria Espinàs, под впечатлением от этого исполнения, пригласил молодого певца выступить в Барселоне, в Fòrum Vergés. Успех пришёл незамедлительно. Раймон поражает формой и содержанием своих песен, своими возгласами, мятежным экзистенциализмом, прорывающимся в его текстах. Он далёк от «французской» манеры, характерной для Els Setze Jutges, и предлагает видение мира, проистекающее не из среды барселонской буржуазии, выходцами из которой являются Espinàs, Delfí Abella, Enric Barbat и другие, но от валенсийского рабочего класса. Очень скоро, в 1963, появляется выпущенный компанией Edigsa диск с записью Al vent, Som, La pedra и A colps и неожиданно превращается в бестселлер. Al vent становится наиболее успешно реализуемой песней на региональном языке — количество проданных копий превышает 40 000.
Вследствие этого успеха он получил неожиданное предложение: принять участие в фестивале (Festival de la Canción Mediterránea) с песней на каталонском языке. Уклонившись поначалу, из-за нежелания выходить на сцену столь гламурного мероприятия, Раймон в конце концов принял это предложение — как выражение своей «готовности служить стране и языку». При галстуке и без гитары, он пел, совместно с Саломе (исполнившей женскую версию), Se’n va anar — песню о любви, написанную Josep Maria Andreu и Lleó Borrell.

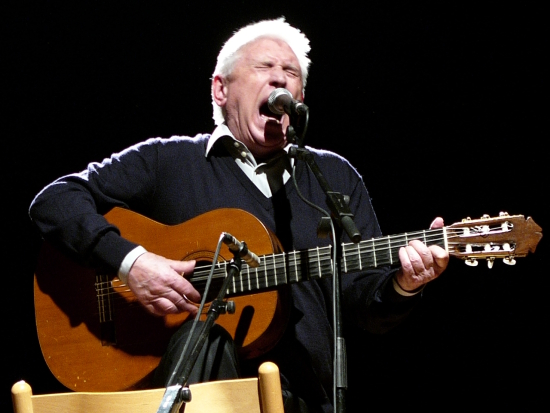
Раймон во время концерта в Альмусафесе

Тогдашний министр информации и туризма Мануэль Фрага комментировал: «Ничего страшного, что там будет и песня на каталонском языке». И эта песня, за которую проголосовала публика, выиграла первый приз. С этого момента каталонская песня, до тех пор считавшаяся явлением, интересующим лишь меньшинство и потому вполне безобидным, начнёт привлекать к себе пристальное внимание цензуры франкистских властей — с запретами, которые это влекло за собой.
Практически сразу выходит второй диск Раймона — с фестивальной Se’n va anar и ещё тремя песнями: экзистенциалистской Disset anys, Cançó del capvespre (первой темой, которую Раймон сочиняет на стихи Сальвадора Эсприу Salvador Espriu) и Ahir, мгновенно ставшей знаменитой по своему подзаголовку: Diguem no (Скажем «нет») — из-за цензуры ещё много лет её приходилось петь, изменяя исходный текст: «Hem vist tancats a la presó homes plens de raó» («Мы видели, как запирали в тюрьму многих из тех, кто был прав») звучало как «Hem vist que have fet callar lints homes plens de raó» («Мы видели, как заставляли молчать многих из тех, кто был прав»). Позже Раймон признавался, что решил выпустить на одном диске и лирическую Se’n va anar, и протестную Diguem no потому, что, если бы власти решили запретить тему социального звучания, им пришлось бы запретить и хит о любви…
В 1964 году появился и третий альбом — в нём особенно выделялись песни D’un temps d’un país и Cançó de les mans. В том же году был выпущен первый LP, записанный вживую — он содержит версии большинства ранее выпущенных песен и две новые: Si em mor и Cantarem la vida. Любопытный факт: к строфе «Cantarem la vida d’un poble que no vol morir» («Споём о жизни народа, не желающего умирать») цензура заставила добавить хор, подпевающий: «Израиль, Израиль».
В 1966 году Раймон впервые пел в Барселоне без группы Els Setze Jutges или других певцов: его первый сольный концерт состоялся в театре Aliança del Poblenou. В том же году началась его международная деятельность: он был приглашён в Бельгийский университет Лувена.
И тогда же он выпустил диск, посвящённый той, кто в следующем году станет его женой — итальянке Аннелисе Корти — с четырьмя песнями о любви: En tu estime el món, Treballaré el teu cos, Si un día vols y No sé com.
В том же году состоялся его исторический концерт под открытым небом — в Институте химии в Сарриа на его выступлении собралось более 4 тысяч зрителей, и это был первый по-настоящему масштабный акт явления новой каталонской песни. Затем он впервые выступил в Париже (Mutualité и Olympia) и в Германии. Далее вышел его альбом (с обложкой Жоана Миро Joan Miró) — Cançons de la roda del temps: полное музыкальное переложение центральной части книги Эсприу El Camper i el Mur — двенадцать стихотворений, в которых прослеживается природное явление солнечного цикла и в то же время — жизненного цикла человека. А в заключение Раймон добавляет ещё одну тему — скорее гражданского, чем метафизического характера, Inici de càntic en el Temple — она будет иметь огромный успех, в особенности благодаря своему убедительному финалу: «Ens mantindrem fidels per semper més al servei d’aquest poble» («Верны мы останемся, во веки веков, этому народу служа»).
Альбом, записанный вживую в парижской Олимпии (l´Olympia) 7 июня, выйдет во Франции и вскоре получит присуждаемую Французской академией грамзаписи (Académie du Disque Français) премию Франсиса Карко Francis Carco — лучшему иностранному певцу. В этот диск вошло много известных тем, в том числе версия Diguem no без цензуры и другие не издававшиеся в Испании треки: тема об эмиграции Cançó del que es queda, No em mou al crit, заявляющая права песни как инструмента мысли и борьбы, и Cançó de la mare.
В 1967 году его выступления в Театре Romea Teatro Romea станут первой серией сольных концертов каталонского певца. Также он выступит на Кубе, в Швейцарии и других странах. После концерта во Дворце Каталанской музыки Palacio de la Música Catalana в Барселоне, состоявшегося 28 января, выйдет концертный альбом Raimon al Palau с двенадцатью песнями, ни одна из которых не издавалась ранее. Самым замечательным в альбоме является насыщенная атмосфера записи: Раймон — больше, чем певец, он является выразителем социальных и политических проблем, разделяемых широкой аудиторией. В том же году был выпущен диск, на котором особо выделяются Petita cançó de la teva mort на стихи Сальвадора Эсприу, посвящённая Bartomeu Rosselló-Pòrcel, и новая классика самого автора: País Basc (Страна Басков), где выражение «Gora Euskadi» («Вперёд, Баскония!») из-за цензуры пришлось заменить на «Gora gora» («Вперёд, вперёд»).
В 1968 году он выпустил свой первый альбом с лейблом Discophon на стихи Espriu — Indesinenter. В том же году он дал ещё два исторических концерта: один — на фестивале в поддержку рабочего движения на несуществующей ныне площадке Price, другой — на экономическом факультете мадридского университета Комплутенсе. После этого концерта он написал песню Divuit de maig a la Villa, выступал в Мексике, Германии, Швейцарии и на Кубе.
Год спустя он вновь вышел на сцену парижской Олимпии — результатом стал новый LP, выпущенный только во Франции: треки Contra la por и ряд других за пределами республики не издавались.

### 1970
После нового сингла (который включал его первую и незабываемую музыкальную обработку стихов Аузиаса Марка Ausiàs March, Veles e vents) в 1970 году он выпустил альбом Per destruir aquell qui l’ha desert в аранжировке Lleó Borrell и с обложкой, разработанной Антони Тапиесом Antoni Tàpies. Первая сторона, целиком посвящённая песням на стихи каталонских поэтов XV века, объединяет поэму Desert d’amics Жорди де Сан-Жорди (оригинальное название — Prisionero — было запрещено цензурой), отрывок из Llibre dels bons amonestaments Ансельма Турмеды под названием Elogi dels diners и четыре стихотворения Аузиаса Марка: Veles e vents, Així com cell, Quins tan segurs consells и Si com lo taur. На второй стороне, помимо Indesinenter Эсприу, записаны пять песен с текстами самого Раймона: Societat de consum (одна из немногих его песен с ироничной трактовкой), Quan creus que ja s’acaba, De nit a casa, T’ho devia и Sobre la pau.

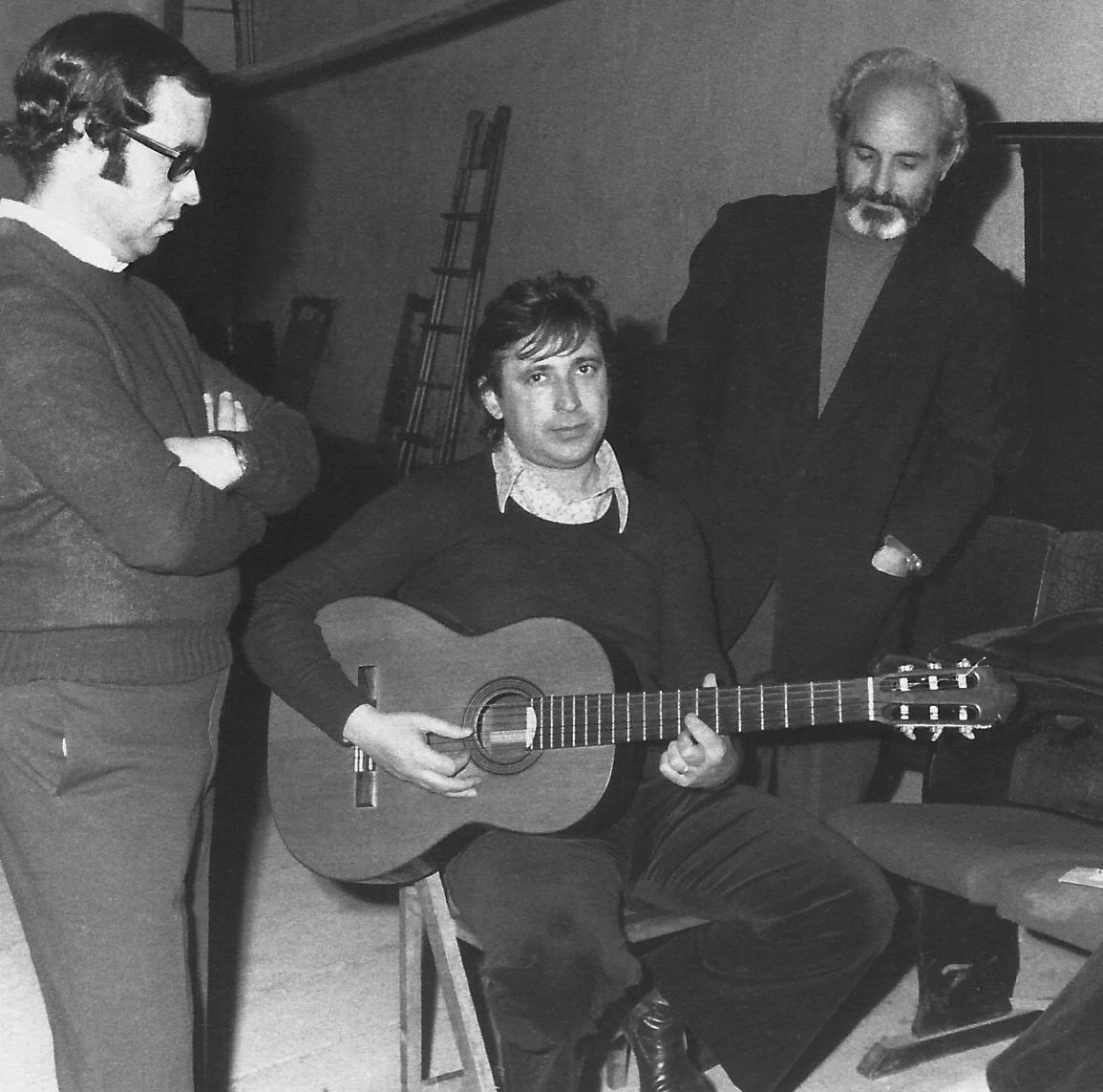
Раймон в Teatre Moderno d’Alginet (20-05-1973), amb Vicent Espí i José Espert Climent, Pepet el pintor

В 1971 году он выпустил ещё одну пластинку, в которую вошли 13 de març, cançó dels creients (песня, написанная им после одного из особенно волнующих выступлений в Price) и песня о любви Quan te’n vas. В том же году он выпустил свои альбомы во Франции, США и Уругвае и выступал в том же Уругвае, Чили и Аргентине.
За пару лет Раймон выпустил и другие альбомы за рубежом и дал сотни массовых сольных концертов.
В 1973 была издана его книга Poemes i cançons (Стихи и песни), пролог к которой написал Мануэль Сакристан Manuel Sacristán.
В 1974 году он выпустил альбом A Víctor Jara в сотрудничестве с представителями французского музыкального авангарда (такими как Michel Portal). Он включал в себя множество музыкальных тем на стихи Аузиаса Марка (No em pren així, Lo jorn ha por), Joan Roís de Corella (Si en lo mal temps), Joan Timoneda (So qui so) и Pere Quart (Una vaca amb un vedellet en braços). Оригинальные тексты Раймона — это T’he conegut sempre igual : необычная песня о подполье, написанная после случайной встречи с преследуемым властями Грегорио Лопесом Раймундо Gregori López i Raimundo; Molt lluny — ностальгическое переосмысление юности; Morir en aquesta vida — отрицание самоубийства, в котором есть дословная цитата из Маяковского; тема о тридцатилетних — Amb tots els petits vicis… и великолепная песня о любви — Com un puny, написанная десятисложным стихом с цезурой на четвёртом слоге, в манере Ausiàs March, и с согласной рифмой, необычной для Раймона. Посвящение этого альбома Виктору Харе Víctor Jara, чилийскому певцу, убитому после государственного переворота Аугусто Пиночета в сентябре 1973 года, оправдывает включение в него темы Amanda — каталонской версии песни Хары Te recuerdo, Amanda.
Ещё два альбома выходят в том же году: один во Франции, T’adones, amic, с песнями, запрещёнными в Испании; другой, Bellaterra Campus, записывался вживую во время большого сольного концерта в Автономном университете Барселоны. В последнем мы находим несколько песен, не издававшихся в Испании — все они с мощным гражданским содержанием: Qui ja ho sap tot, A un amic, 18 May in the Villa, No em mou al cris, Quan jo vai nàixer и песня на стихи Espriu, посвящённая Pompeu Fabra: El meu poble i jo.
В 1975 году, когда Франко уже пребывал в предсмертной агонии, Раймон пел во Дворце спорта в Барселоне, где состоялась премьера одного из самых бесспорных и классических его произведений: Jo vinc d’un silenci.
В следующем году, в разгар пред-демократического кипения в обществе, он выступил в спорткомплексе мадридского Реала. Это выступление, состоявшееся 1 апреля, должно было стать первым из четырёх его сольников, однако остальные три были запрещены. Особая атмосфера концерта нашла своё отражение в двойном альбоме — El recital de Madrid (Мадридский концерт). Летом того же года он в первый (и последний) раз выступил на многотысячном фестивале каталанской песни Sis Hores de Cançó в Канет-де-Мар. Это стало самым массовым мероприятием из всех: более 60 тысяч человек заполнили фестивальную площадку. Во время выступления Раймона, когда он исполнял Inici de càntic en el temple, кран поднял рядом со сценой огромный каталонский флаг.
Начиная с этого времени Раймон приложит немало усилий, чтобы не попасть в «музей сопротивления». Хотя в течение 1977 года он четыре раза выступит во Дворце спорта в Барселоне, все решительнее он станет избегать участия в массовых представлениях, особенно организованных теми или иными политическими партиями. В это же время он начинает выступать в сопровождении контрабасиста — перед тем, как опереться на целую музыкальную группу за спиной. До этого Раймон всегда выходил на сцену один, со своей гитарой.
В 1977 году, прежде чем отправиться в своё первое турне по Японии, он выпускает альбом Lliurament del cant, который объединяет стихи Жоана Тимонеды Joan Timoneda (Bella, de vós so enamorós, Qui té anguila per la cua), Эсприу (Potser arran de l’alba) и несколько собственных текстов автора: Qui pregunta ja respon, Un lleu tel d’humitat, Tristesa el nom, Com una mà, Que tothom, A Joan Miró — песня не совсем новая, но не издававшаяся в Испании — и студийную версию темы Jo vinc d’un silenci.
Два года спустя, в 1979 году, выходит его новый альбом Quan l’aigua es queixa — Раймон представил его на семи сольных концертах во Дворце каталонской музыки. Он включает в себя стихи Эсприу (Nous cants de llibertat и ироничную, необычно свинговую I beg your pardon), Аузиаса Марка (Si em demanau и On és lo lloc) и собственные тексты автора: Als matins a ciutat, L'última llum, Un sol consell, No el coneixia de res, Fou un infant, Perquè ningú no em contarà els seus somnis, I després de creure tant и Andreu, amic — посвящение скульптору Андреу Альфаро Andreu Alfaro. В этих песнях Раймон достигает своей подлинной поэтической зрелости — и в то же время бежит от редукционизма, из-за которого у многих появлялось желание преуменьшить его значимость и «сдать в архив».

### 1980
Чтобы собрать воедино все свои работы, в 1981 году Раймон делает перезапись своих песен с новыми аранжировками Манеля Кампа и Antoni Ros Marbà. В результате получился сборник из десяти альбомов, в которых песни сгруппированы по тематике: Orígens, Cançons d’amor, Ausiàs March, Dedicatòries, Cançons de la roda del temps (Espriu), He mirat aquesta terra (Espriu), Poetes dels segles XV i XVI, Amb els silencis i les nostres paraules и L’aigua del temps que vius. Десятый альбом (Testimonis) посвящён концертным записям и включает в себя версию Al vent в исполнении японского хора на японском языке. Единственные не публиковавшиеся прежде треки, включённые в данный бокс-сет, изданный под названием Raimon.Totes les cançons (Раймон. Все песни) — это ряд музыкальных обработок произведений Joan Roís de Corella, Joan Timoneda, Ausiàs March и Salvador Espriu. Сборник был удостоен премии, присуждаемой городским советом Барселоны (Premio Ciutat de Barcelona).
В 1983 году он публикует Les hores guanyades — дневник, в котором мы находим его размышления о политическом моменте (попытку государственного переворота в Испании 23 февраля 1981 года он рассматривает в полном объёме), о художественном творчестве и многие другие темы. С этого момента Раймон нечасто выступает на публике и делает лишь ограниченное число записей.
Свой новый альбом Entre la nota i el so, в который вошли такие темы, как Lluny de la pedra i de l’aigua и Al meu país la pluja, он опубликовал в 1984 году.
Следующая его работа (Presències i oblit, 1987), знаменует собой мимолётную идиллию Раймона с электронной музыкой и такими инструментами, как батарея ударных и синтезаторы (аранжировки сделал перкуссионист Ezequiel Guillén Saki). На этом диске мы находим песни явно интимного характера Del blanc i el blau, La mar respira calma (в манере Espriu), Primer parlaré de tu и другие. На презентации альбома в Palacio de la Música Catalana Раймон впервые проводит почти весь концерт, не беря в руки гитару, и с блестящим результатом пробует игру жестов.
Ровно десять лет у Раймона ушло на то, чтобы записать альбом новых песен, при этом он формирует стабильную аккомпанирующую группу — гитары, контрабас, виолончель и аккордеон — и выступает лишь в меру и только при художественно оптимальных условиях.

### 1990
В 1992 году он совершает новое турне по Японии, а также выступает в нескольких университетах США. В том же году он удивил многих, приняв на себя руководство Literal — программой на каталонском телевидении, посвящённой миру литературы — это позволило ему поделиться с аудиторией своей огромной культурой чтения на нескольких языках.
В 1993 году в день Святого Георгия, небесного покровителя Каталонии, во Дворце Сан-Жорди в Барселоне (Palau Sant Jordi de Barcelona) перед восемнадцатью тысячами зрителей состоялся грандиозный концерт по случаю тридцатой годовщины издания Al vent. Раймон исполнил множество песен, но на сцену выходили также и многие другие артисты, на протяжении долгих лет разделявшие его творческий опыт: уругвайец Даниэль Вильетти Daniel Viglietti, баск Микель Лабоа Mikel Laboa, португалец Луиш Силия Luis Cília, легендарный американский фолк-певец Пит Сигер Pete Seeger и знаменитые каталонские артисты — Жоан Мануэль Серрат Joan Manuel Serrat, Овиди Монллор Ovidi Montllor и Пи де ла Серра Pi de la Serra. Выступили также японская группа Warabi-za, хоровое объединение Coral Sant Jordi под руководством Ориоля Мартореля Oriol Martorell, ансамбль La Lira Ampostina и музыканты классической школы: Антони Рос-Марба Antoni Ros-Marbà, Жозеп Понс Josep Pons, Мишель Порталь Michael Portal… Великолепный праздник — напоминание о начале творческой карьеры автора-исполнителя.

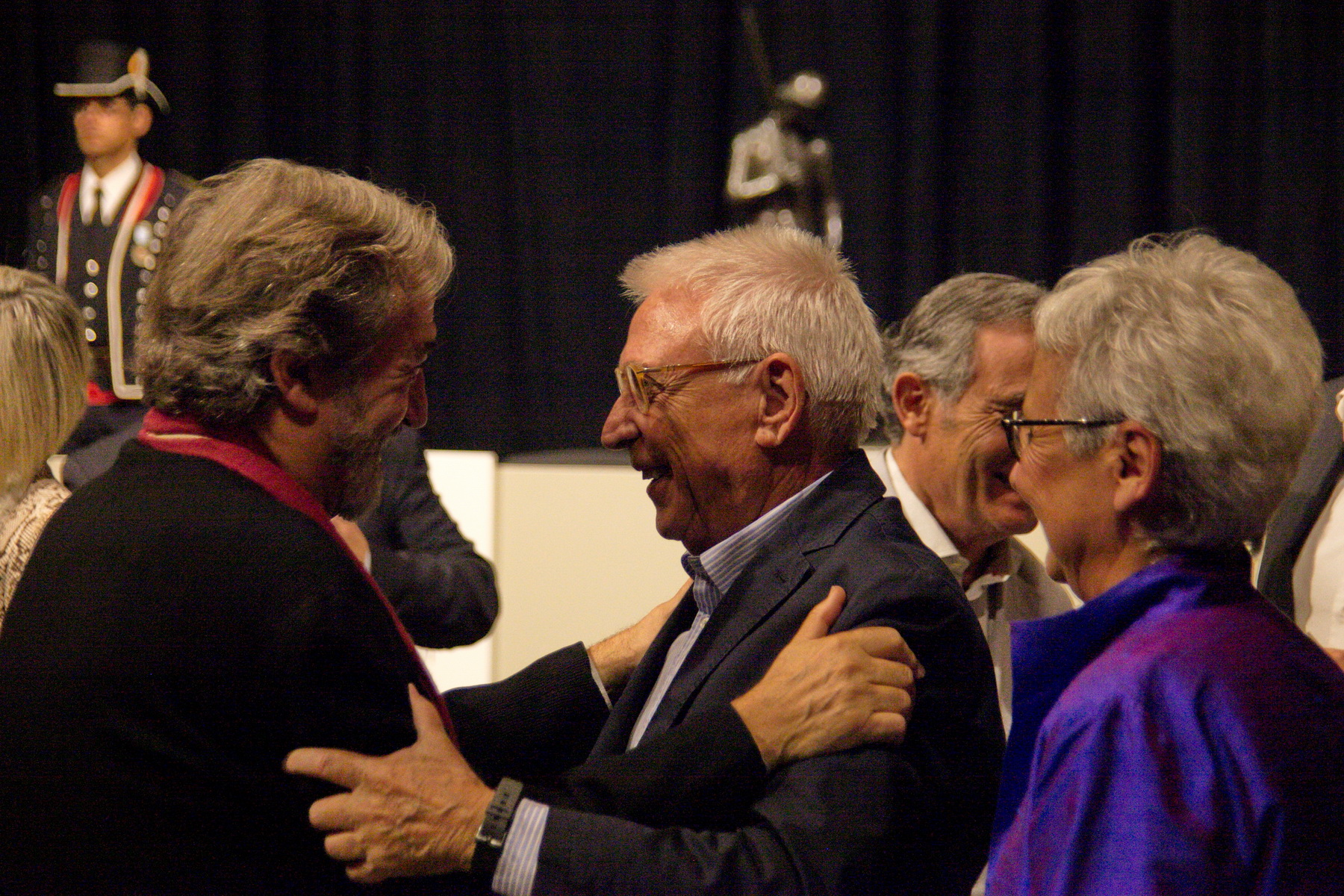
Раймону вручают Золотую медаль правительства Каталонии, 2014

В том же году выходит новый сборник записей Раймона Integral — на этот раз на компакт-диске. Произведение, отмеченное французской музыкальной наградой Palmarès des Palmarès (его присуждает французская академия звукозаписи Nouvelle Académie du Disque Français) объединяет в общей сложности 121 песню в следующих разделах: Orígens i dedicatòries, Cançons d’amor i de lluita, Cançons de la roda del temps i d’altres poemes de Salvador Espriu, Ausiàs March i alguns poemes dels segles XV i XVI, Aquest cant vol ser plural y Coincidències, dissidències, indecències i algunes rareses. Последний CD содержит концертные записи.
В начале 1997 года появился альбом с новыми песнями — Cançons de mai — вновь в аранжировках Манеля Кампа Manel Camp. В него вошли семь песен на стихи Аузиаса Марка Ausiàs March и шесть собственных песен Раймона, среди которых выделяется ироничная Soliloqui solipsista, на основе которой был создан оригинальный видеоклип.
С программой Cançons de mai. Cançons de sempre Раймон выступает в Перпиньяне, Шативе, на Майорке и в барселонском Palacio de la Música Catalana, собирая полный зал в течение нескольких дней. Совершает широко освещаемый в прессе тур по Великобритании.
Одним из громких событий этого года становится свист, которым его встретили на мадридской арене Лас-Вентас, где в числе других звёздных артистов он выступал на концерте памяти Мигеля Анхеля Бланко, убитого ETA. Консервативно настроенная часть публики не приемлет то, что он поёт на каталонском, публично заявляя, что «поёт на диалекте каталонского, на котором говорят в Автономии Валенсии», или напоминает, что исполненная им песня País Basc была запрещена во времена диктатуры Франко. Событие транслировалось по испанскому центральному телевидению, и это освистывание вызвало большой резонанс.
В конце года появился компакт-диск Recitals al Palau: живые записи концертов Раймона на этой сцене — магистральная антология из двадцати двух тем, с которыми к концу века он продемонстрировал обоснованность и вневременность концепции представляемой им песни.
В том же году он был награждён Золотой медалью правительства Каталонии Medalla d’Or de la Generalitat de Catalunya (за несколько лет до того он отказался от премии Крус де Сан-Жорди Creu de Sant Jordi по причине несогласия с проводимой каталонскими властями культурной политикой). Ему также была присуждена престижная награда Ondas Premi Ondas.
В 1999 году был издан сборник со всеми его песнями о любви: Les cançons d’amor.

### XXI век
В 2000 году вышло новое издание Integral с не опубликованными прежде песнями: ряд упомянутых выше и собственные композиции Раймона на стихи поэтов XV века: Франси Гверау Francí Guerau, Жорди де Сан-Жорди Jordi de Sant Jordi, Моссена Эстаньи Mossèn Estanya, Берната Метже Bernat Metge и Жауме Ройча Jaume Roig. В сборник также вошли записанные им две песни других авторов: Se’n va anar (Josep Mª Andreu i Lleó Borrell) и Amanda (Víctor Jara).
21 марта 2007 года ему была вручена Почётная премия Испанской академии музыки (Academia de la música española). А 21 октября того же года вместе с Марией дель Мар Бонет, Пепом Салой Pep Sala и другими принял участие в организованном Комиссией по вопросам достоинства акте Volem tots els papers: при поддержке 12 тысяч собравшихся во Дворце Сан-Жорди представители общественности потребовали вернуть в Барселону хранящиеся в архивах Саламанки документы времён репрессий франкизма.
22 мая 2008 года состоялся памятный концерт в честь сорокалетия исторического выступления Раймона в Мадриде, в Университете Комплутенсе, в мае 1968.
15 июня он выступил на завершении дня открытых дверей в барселонском замке Монжуик с концертом-антологией — телеканал TV3 транслировал его в прямом эфире.
В 2010 году он выступил в Валенсии (Teatre Olímpia) на концерте, организованном Университетом Валенсии по случаю присуждения ему Медали Университета; в Барселоне (L’Auditori); в Париже (в университете Сорбонны) и вновь пел в родной Шативе, где по целому ряду причин не выступал в течение долгих лет. Столкнувшись с безразличием городского совета, он арендовал Gran Teatre de Xàtiva, чтобы иметь возможность предложить своим согражданам три концерта-антологии, переполненных эмоциями. Канал TV3 транслировал эти выступления в двух программах.
В начале 2011 года он был удостоен звания почётного доктора Университета Аликанте. Выпустил компакт-диск под названием Rellotge d’emocions (десять песен со словами и музыкой Раймона и песней на стихи Сальвадора Эсприу) и представил его в Театре Тиволи в Мадриде и в Гран Театре дель Лисеу в Барселоне.

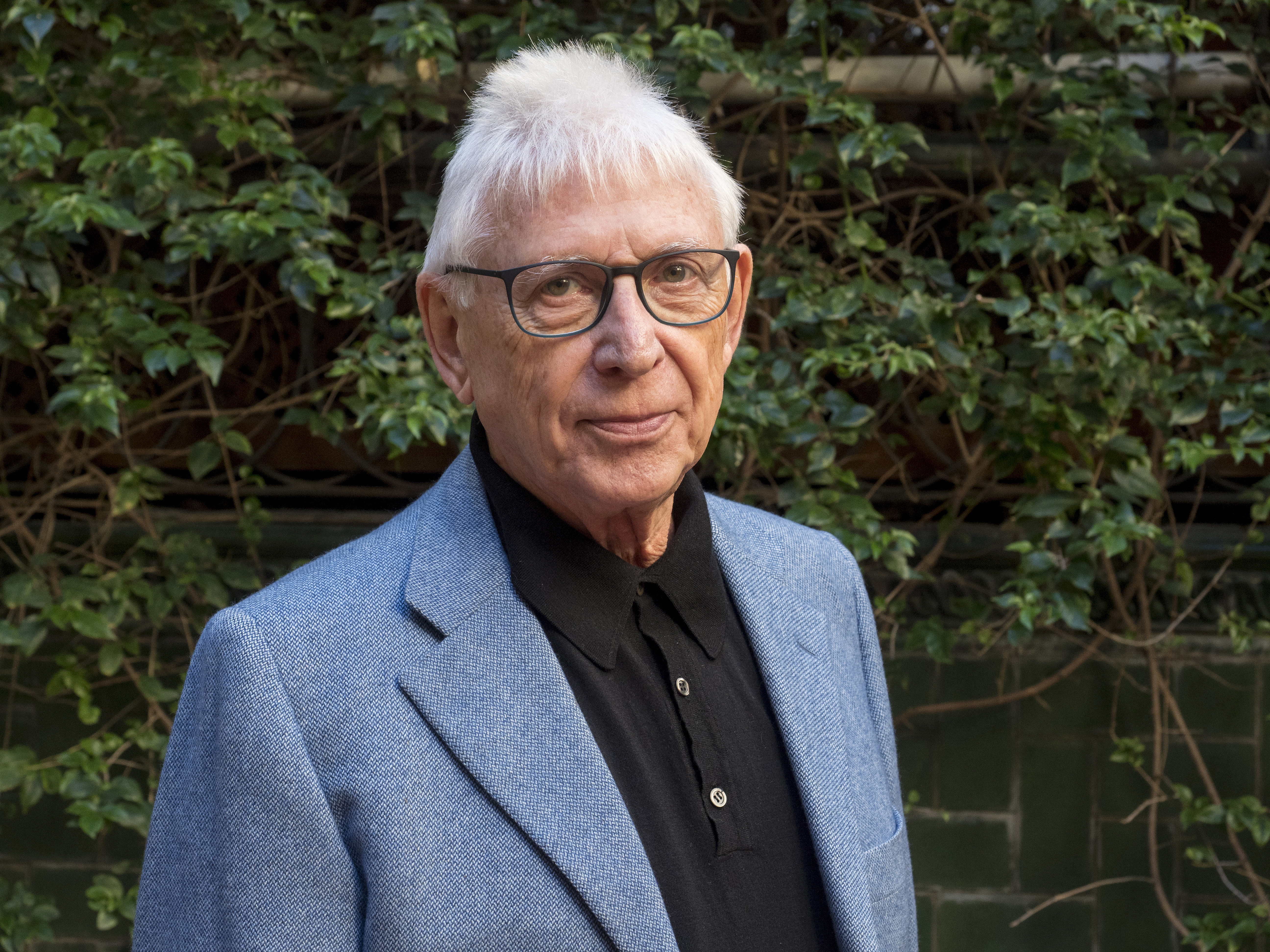
Раймон на праздновании 50-летия Почётной премии каталонской словесности, 2018

С 6 ноября 2012 г. по 26 января 2013 г. в центре искусств Arts Santa Mònica в Барселоне прошла выставка под названием Raimon. Al vent del món (Раймон. К ветрам мира). Этот обзор артистического и жизненного пути легендарного автора-исполнителя, посвящённый 50-летию его творческой деятельности, дал возможность познакомиться как с самой сокровенной, так и с общеизвестной биографией величайшего представителя каталонской Новой Песни. Здесь были представлены: собрание произведений искусства, связанных с творчеством Раймона и созданных такими авторами, как Жоан Миро, Антони Тапиес и Андреу Альфаро; постеры и обложки альбомов, выполненные такими фотографами, как Ориоль Маспонс Oriol Maspons, Колита Colita, Рос Рибас Ros Ribas и Жорди Форнас Jordi Fornas, Леопольдо Помес Leopoldo Pomés; коллекции подлинников афиш и плакатов разных эпох, а также пластинок и сборников, изданных в разных форматах; интервью с Раймоном и аудиовизуальные проекции его сольных концертов. Выставку дополняли плоды интеллектуального творчества артиста: различные тексты, письма, статьи, написанные им для журнала Destino на испанским и для Diario de Barcelona — и каталонском языке, наряду с другими документами и записями, проходившими через запреты цензуры времён франкизма.
Частью юбилейных торжеств также стала обширная презентация в Каталонской фильмотеке — Raimon imatges i so (Раймон: образы и звучание).
Празднование полувекового творческого юбилея включало в себя сольные концерты Раймона в крупных европейских образовательных учреждениях. Они состоялись в Берлинском университете Гумбольдта (Reutersaal); в зале Robert Krieps люксембургского культурного центра Abbaye de Neumünster; в Большом зале Королевского колледжа в Лондоне; в парижской Сорбонне (Большой амфитеатр Школы музыковедения); в Римском университете Сапиенца (Театр Vascello). Концертам предшествовали беседы и коллоквиумы, представлявшие певца в общественно-политическом контексте.
Эти пять выступлений в пяти европейских университетах стали убедительным примером международного интереса к творчеству Раймона, его песням и музыкальным обработкам произведений средневековых и современных поэтов, таких как Аузиас Марк и Сальвадор Эсприу.
Кульминацией тура стал ещё один концерт — в Gran Teatre del Liceu в Барселоне, где Раймон представил «объёмный отчёт» о своей работе. Запись его Sony выпустила на 2-х компакт-дисках — как документальное свидетельство празднования эпохи творческого расцвета певца.
В 2012 году ему была вручена Золотая медаль Городского совета Барселоны, а в 2013 году — Премия за творческую траекторию от популярного издания Enderrock.
В 2013 и 2014 годах Раймон снова пел в Барселоне, Мадриде и на Майорке. В мае 2014 года в Palau de la Musica Catalana прошли четыре его апофеозных концерта.
В том же 2014 году он был награждён Золотой медалью Мадридского кружка изящных искусств.
Особым событием для Раймона стало вручение ему ежегодной (в данном случае 46-й по счёту) Почётной премии каталонской словесности (Premi d’Honor de les Lletres Catalanes) — впервые автор и исполнитель песен получил литературную награду такого масштаба и значения.
В октябре 2015 года ему была вручена Высшая Награда Правительства Валенсии и Большой Крест Ордена Якова I Завоевателя.
В течение 2015 и 2016 годов Раймон совершил большой прощальный тур по городам Валенсии, и в мае 2017 года дал 12 аншлаговых концертов во Дворце Музыки в Барселоне, завершив тем самым свою долгую карьеру певца.

## Песни Раймона в репертуаре других артистов и коллективов
Песни Раймона исполняли Moncho (Treballaré el teu cos), Joan Manuel Serrat (D’un temps, d’un país), Anais Mitchell (Contra la por), Daniel Viglietti (De nit a casa, junts) и Camilo Sesto (Som). Успешные версии тем из его репертуара сделаны группой VerdCel.
Al vent — бесспорно, самая известная песня Раймона, учитывая количество версий, сделанных Warabi-za, Munlogs, Skalissai, Pau Alabajos и Cesk Freixas, и многими другими. Al Vent и D’un temps, d’un país входят также в репертуар Хора Сан-Жорди.

## Аудиовизуальный архив Раймона
В 2015 году Раймон передал свой обширный аудиовизуальный архив Фильмотеке Каталонии — с целью предоставления доступа к его материалам и содействия исследованиям. В архиве содержатся 176 телевизионных записей со всего мира. Первый видеодокумент датирован 15 апреля 1966 года и содержит посвящённый Раймону репортаж, подготовленный Жераром Шушаном и Жаном Видалем под руководством Пьера Лазареффа для легендарной еженедельной программы французского телевидения Panorama: Cinq colonnes à la une (Панорама: Пять колонок на первую полосу). Среди записей, составляющих архив — многочисленные репортажи, интервью и концерты в университетах и различных залах, в частности, в Токио и Хиросиме (1992), в парижской Олимпии (2006), во дворце Сан-Жорди в Барселоне (1993 — в ознаменование 30-летия презентации знакового произведения барда — песни Al Vent), а также выступление Раймона в его родной Шативе в 1997 году.

## Фонд Раймона и Анналисы Корти
27 июля 2020 года в историческом Зале Кортесов Дворца Правительства Валенсии состоялось торжественное мероприятие при участии председателя правительства автономии Шимо Пуйча, президента провинциального совета Валенсии Тони Гаспара, министра культуры Испании Хосе Мануэля Родригеса Урибеса, мэра Шативы Рожера Серда и секретаря автономии по вопросам культуры Ракели Тамарит. Было объявлено, что Раймон и Анналиса Корти передадут городу Шатива своё наследие, состоящее из произведений великих испанских художников (Миро, Тапиес), обширной библиотеки, коллекции музыкальных записей и других интеллектуальных и исторических ценностей для создания широкого культурного проекта, который будет носить имя Раймона, ставшего символом борьбы за демократические перемены и возрождение языкового многообразия народов Испании. Центр разместится в старинном здании монастыря Санта-Клара, неподалёку от улицы Blanc, где прошли детские и юношеские годы певца, и станет живым культурным пространством, включающим выставочный зал площадью 2000 м2, театр на 250 зрителей, помещения для творческих встреч и репетиций.

## Раймон в Советском Союзе и в России
Советская публика получила возможность познакомиться с именем и творчеством Раймона уже в 1966 году благодаря посвящённой ему публикации в самом читаемом еженедельном издании страны — журнале «Огонёк»: огромная популярность барда среди испанской молодёжи привлекла к нему внимание со стороны советской прессы.
В 70 годы его песни — в первую очередь Al Vent, Diguem no и другие знаковые темы автора — неоднократно звучали в передачах главных радиоканалов страны, посвящённых выдающимся зарубежным исполнителям.
Российской публике удалось увидеть Раймона на сцене в 2006 году, когда он выступил с концертом в новом оперном театре в саду Эрмитаж. Переполненный зал, горячие аплодисменты, которыми публика встречала давно ставшие классикой песни, несомненный интерес молодой части аудитории, которая вживую открывала для себя творчество легендарного автора-исполнителя — вот яркие впечатления того незабываемого вечера.

## Произведения Раймона

### Дискография
Его дискография состоит из 31 LP и 35 CD, из них 7 изданы во Франции, 2 — в США, 2 — в Уругвае, 1 — в Аргентине и 1 в Японии.

#### Студийные альбомы
- Al vent (1963)
- Cançons de la roda del temps (1966)
- Montserrat 69 (1969)
- Per destruir aquell qui l’ha desert (1970)
- Raimon (1971)
- Diguem no (1972)
- A Víctor Jara (1974)
- T’adones amic…? (1974)
- Lliurament del cant (1977)
- Quan l’aigua es queixa (1979)
- Entre la nota i el so (1984)
- Raimon canta (1985)
- Presències i oblit (1987)
- Canta Ausiàs March (1989)
- Cançons (1993)
- I després de creure tant (1995)
- Ausiàs March / Raimon (1997)
- Cançons de mai (1997)
- Raimon-Espriu Poesía cantada (2003)
- Rellotge d’emocions (Reloj de emociones) (2011)

#### Концертные альбомы
- Raimon a l’Olympia (1966)
- Raimon al Palau (1967)
- Raimon en directe (1968)
- Sobre la pau. Contra la por (Olympia 2) (1969)
- Raimon en Montevideo (Ayui / Tacuabé A/M4. 1971)
- En vivo (1972)
- La noche (1972)
- Campus de Bellaterra (1974)
- Raimon a l’Olympia (1966—2006) (2006)
- Raimon 50 (2013)
- L'últim recital (2018)

#### Сборники
- Disc antològic de les seves cançons (1964)
- Raimon música sola (1967)
- Raimon. Catalonian protest songs (1971)
- El recital de Madrid (1976)
- Totes les cançons (1981)
- Integral (1993)
- Recitals al Palau (1997)
- Dotze cançons (1999)
- Les cançons d’amor (1999)
- Nova Integral 2000 (2000)
- Clàssics i no (2003)

### Книги Раймона
- Canzoni contro, Japadre Editore, 1971, L’Aquila (pròleg: Giuseppe Tavani).
- Poemes i cançons, Editorial Ariel, 1973, Barcelona (pròleg: Manuel Sacristán).
- Poemas y Canciones, Editorial Ariel, 1976, Barcelona (pròleg: Manuel Sacristán).
- Les hores guanyades, Edicions 62, 1983, Barcelona.
- D’aquest viure insistent, Editorial 3 i 4, 1986, València.
- Les paraules del meu cant, Editorial Empúries, 1993, Barcelona (pròleg: Joaquim Molas).
- Raimon. Tot el que he cantat. Lletres completes 1959—2017. Magrana, 2017. (Pròleg Raimon).

## Награды
- Премия Revelación de la Crítica Española, Мадрид-Барселона 1963
- Первый приз на фестивале Festival del Mediterraneo, Барселона 1963
- Гран-при Francis Carco Французской академии звукозаписи, Париж 1967
- Премия Long Play de Oro, Мадрид 1976
- Премия Ciutat de Barcelona, Барселона 1982
- Почётная премия Фонда Jaume I, Барселона 1987
- Премия издания Cartelera Turia за музыкальный вклад, Валенсия 1993
- Премия Palmarés des Palmarés Французской Академии звукозаписи за альбом Integral Raimon, Париж 1994
- Лучшее сценическое представление года 1993, ACIC, Барселона 1994
- Национальная музыкальная премия 1993 Правительства Каталонии 1994
- Золотая медаль за заслуги в области изящных искусств, 1995
- Золотая медаль правительства Каталонии 1997
- Премия Ondas радиосети SER, Барселона 1997
- Почётная премия Академии музыкальных искусств и наук, Мадрид 2007
- Первая премия Liberpress в категории Песня, Жирона 2007
- Медаль университета Валенсии Estudi General, Валенсия 2009
- Золотая медаль Городского совета Барселоны, 2012
- Золотая медаль за заслуги в области изящных искусств, Мадрид 2014
- Почётная премия каталонской словесности, Барселона 2014[16]
- Alta Distinció de la Generalitat Valenciana i Gran Creu de l’Orde de Jaume I El Conqueridor, València 2016
- Почётная медаль межуниверситетской сети Vives, Валенсия 2016